# Елка Бакалова
Елка Бакалова е българска изкуствоведка и културоложка. Член-кореспондент на БАН, професор в НБУ от 2000 до 2007 г.
Специалист по изкуството и културата на Средновековието и Ренесанса. Изследванията ѝ са посветени на византийското и българското средновековно изкуство и на християнската ритуалност.

## Биография

### Образование
Завършва Филологическия факултет на Московския държавен университет през  1963 г. със специалност „Руска филология“. През 1963 г. завършва и Историческия факултет на Московския университет със специалност „История на изкуството“ при световноизвестния византолог проф. Виктор Лазарев.
Специализира в Поатие (Франция), Бари (Италия), Кьолн, Берлин и Мюнхен (Германия) със стипендия на Фондация „Александър фон Хумболт“, Виена (Австрия), Принстън и „Dumbarton Oaks“ във Вашингтон (САЩ).

### Научна кариера
През 1970 г. започва работа като научен сътрудник в Института за изобразителни изкуства при БАН. Защитава кандидатска дисертация на тема „Стенописите в Костницата на Бачковския манастир“ през 1973 г. и докторска дисертация (за степента „доктор на науките“) през 1990 г. на тема „Аспекти на съотношението словесен текст – изображение в българското средновековие“. От 1992 до 2007 е старши научен сътрудник I ст. в Института за изкуствознание при БАН. Избрана е за член-кореспондент на БАН през 2005 г. До 2011 г. работи в Института за фолклор (от 2010 г. Институт за етнология и фолклористика с Етнографски музей) към БАН.
От 2000 до 2007 г. е редовен професор в Нов български университет, департамент „История на културата“.
Преподавала е в Софийския университет, Великотърновския университет  и в Националната художествена академия. Изнасяла е лекции по средновековно българско и византийско изкуство в Лувъра и Сорбоната в Париж (Франция), Institute for Advanced Study и Принстънски университет в Принстън, „Dumbarton Oaks Research Library and Collection“ във Вашингтон (САЩ), Женевски университет (Швейцария), Институт „Курто“ в Лондон (Великобритания), Музей на приложните изкуства във Виена (Австрия), Metropolitan Museum of Art в Ню Йорк (САЩ), École pratique des hautes études в Париж (Франция), и др.
Участва в много национални и международни научни форуми. Тя е консултант и експерт в национални и международни организации по опазване на културното наследство. От 1994 г. е член на Българския национален комитет на ИКОМОС и експерт по художествените паметници на манастирите. От 1989 г. до 2007 г. е главен редактор на научното списание „Проблеми на изкуството“.

## Избрана библиография
Публикувала е множество статии в български и чуждестранни издания.

### Монографии
- Стенописите на църквата при с. Беренде, изд. Български художник, София, 1976.
- Бачковската костница, изд. Български художник, София, 1977.
- Роженският манастир, София, 1990, 107 с.
- Любен Прашков, Елка Бакалова, Стефан Бояджиев. Манастирите в България. София: Спектър, 1992.

### За нея
- От честния пояс на Богородица до коланчето за рожба: Изследвания по изкуствознание и културна антропология в чест на проф. Елка Бакалова. Съставители Мила Сантова, Бисерка Пенкова, Ива Станоева, Миглена Иванова. София: Агата-А, 2010, 274 с. (ISBN 978-954-540-069-8)